# Union de la gauche démocratique

Logo de l'Union de la gauche démocratique.

L’Union de la gauche démocratique (en grec moderne : Ενιαία Δημοκρατική Αριστερά / Eniéa Dimokratikí Aristerá) est un ancien parti politique grec fondé en 1951 par Ioánnis Passalídis (en).
Initialement proche du Parti communiste de Grèce (interdit après la guerre civile), l'Union de la gauche démocratique affiche rapidement des idées plus modérées, situées vers le centre-gauche. Le parti devient ainsi l'un des principaux mouvements d'opposition, comme l'illustrent ses résultats lors des élections législatives de 1958.
Interdite par la dictature des Colonels, l'Union de la gauche démocratique renaît lors de la Metapolítefsi. La légalisation du parti communiste lui fait cependant perdre une grande partie de son socle électoral. Marginalisé après 1977, le parti rejoint le Mouvement socialiste panhellénique à partir des élections de 1981.